# Rodezja Południowa

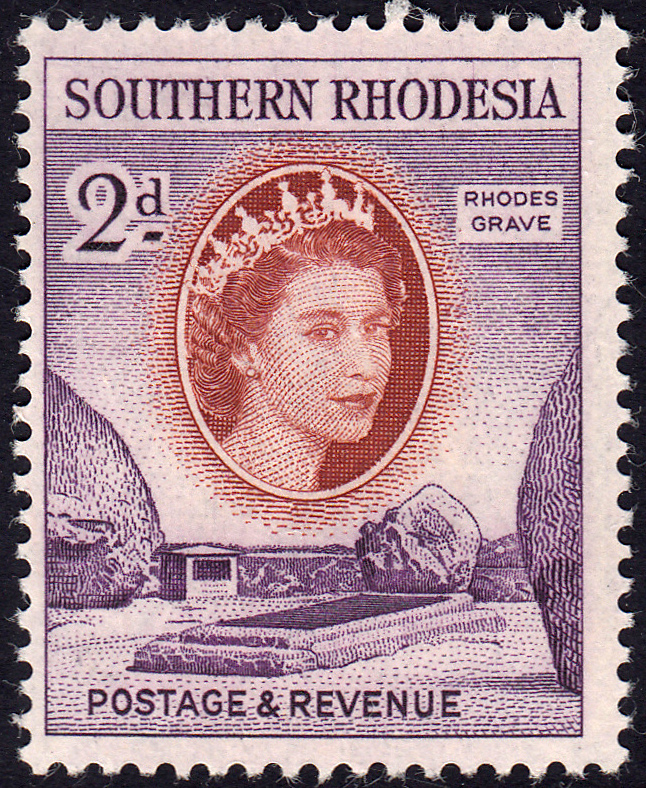
Znaczek pocztowy z Rodezji Południowej z 1953 roku z portretem Królowej Elżbiety II

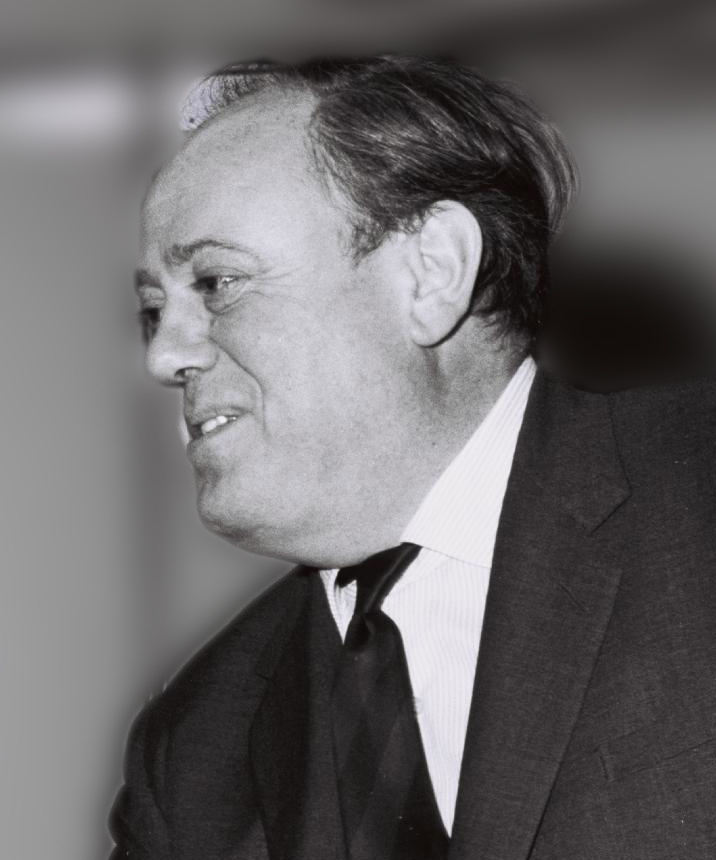
Christopher Soames w latach 1979–1980 był ostatnim gubernatorem Rodezji Południowej

Rodezja Południowa (ang. Southern Rhodesia) – kolonia brytyjska w południowej Afryce, południowa część Rodezji, na obszarze obecnego Zimbabwe, istniejąca w latach 1923–1964. W końcowym okresie istnienia wchodziła w skład Federacji Rodezji i Niasy. Po jej rozpadzie, znajdująca się pod władzą białej mniejszości, jednostronnie ogłosiła niepodległość, przyjmując nazwę Rodezja.
Początkowo tereny te były określane jako Południowe Zambezi, w odniesieniu do nazwy rzeki Zambezi, nazwa Rodezja weszła w życie dopiero w 1895 r. dla uczczenia Cecila Rhodesa, jednego z budowniczych brytyjskiego imperium kolonialnego i kluczowej postaci dla podboju Południowej Afryki przez Brytyjczyków.

## Historia
Rodezja Południowa od 1890 r. wchodziła w skład terytorium Rodezji zarządzanego przez Brytyjską Kompanię Południowoafrykańską. W 1923 r. rząd brytyjski przejął południową część Rodezji. Wobec oporu osadników nie włączono jej w skład Związku Południowej Afryki i zdecydowano się utworzyć autonomiczną kolonię Rodezja Południowa.
W latach 1953–1963 kolonia wchodziła w skład brytyjskiej Federacji Rodezji i Niasy. W 1961 r. w Londynie przyjęto nową konstytucję dla Rodezji Południowej, przyznającą pewne formalne prawa Afrykanom, jednak władze nadal zwalczały działalność ugrupowań dążących do emancypacji czarnej ludności. W grudniu 1962 r. władzę w kolonii objął skrajnie prawicowy Front Rodezyjski (RF), który odsunął od władzy rządzące dotychczas ugrupowania centroprawicowe. RF dążył do likwidacji afrykańskiego ruchu narodowowyzwoleńczego.
Po rozwiązaniu Federacji Rodezji i Niasy w 1963 r. Rodezja Południowa stała się samodzielną kolonią o szerokiej autonomii, a w październiku 1964 r. zmieniła nazwę na Rodezja. Rząd kolonii zażądał jednocześnie przyznania niepodległości, jednak negocjacje z Wielką Brytanią zakończyły się porażką, wobec czego rząd Rodezji 11 listopada 1965 r. jednostronnie proklamował niepodległość, co nie zostało uznane przez żadne państwo, a przez ONZ i OJA zostało potępione.
W ramach procesu pokojowego w 1979 r. czasowo przywrócono Rodezji status kolonii brytyjskiej, przeprowadzono demokratyczne wybory i w kwietniu 1980 r. proklamowano niepodległość Zimbabwe, które zostało członkiem Wspólnoty Narodów.

## Gubernatorzy Rodezji Południowej
- John Robert Chancellor (1923–1928)
- Murray Bisset (1928)
- Cecil Hunter-Rodwell (1928–1934)
- Alexander Fraser Russell (1934–1935)
- Herbert James Stanley (1935–1942)
- Alexander Fraser Russell (1942)
- Evelyn Baring (1942–1944)
- Robert James Hudson (1944–1945)
- William Eric Campbell Tait (1945–1946)
- Alexander Fraser Russell (1946)
- Robert James Hudson (1946–1947)
- John Noble Kennedy (1947–1953)
- Robert Clarkson Tredgold (1953–1954)
- Peveril Barton Reiby Wallop William-Powlett (1954–1959)
- Humphrey Gibbs (1959–1969)
- Christopher Soames, baron Soames (1979–1980)